# Pseudarchaster macdougalli
Pseudarchaster macdougalli is een kamster uit de familie Pseudarchasteridae.
De wetenschappelijke naam van de soort werd in 1973 gepubliceerd door Donald George McKnight.